# Tarachidia obsoleta
Tarachidia obsoleta är en fjärilsart som beskrevs av Augustus Radcliffe Grote 1877. Tarachidia obsoleta ingår i släktet Tarachidia och familjen nattflyn. Inga underarter finns listade i Catalogue of Life.